# 悪女聖書
『悪女聖書』（あくじょバイブル）は、池田悦子原作、牧美也子作画による日本の漫画作品。『女性自身』（光文社）にて1984年から1987年にかけて連載された。単行本は全27巻。
続編に『悪女聖書PART2』、『悪女聖書II』、『新世紀悪女聖書』がある。いずれも苗字、職業などから別次元と推測出来る。
この項では、特に説明がない限り『悪女聖書』の登場人物とあらすじについて紹介する。

## あらすじ
出生当日から日本国内での様々な出来事の末、曙輝之と離婚。フランス行きの旅客機に搭乗までが一部。渡仏後、フランス国内での出来事、そして求婚をしたガストンから逃れた上で、火野孟に帰国の意思を伝えるまでが二部一章。日本への帰国から火野家を去るまでが二部二章、筒井と決別、恵との対決が最終章として扱われている。
一部 　根津家時代
4月のある日。根津栄一と文江の結婚式が神前スタイルで行われていた。しかし三々九度の最中、天井からしたたり落ちた血が文江の持った杯に入り、異変を感じた参列者一同が天井裏に向かうと、妊娠中の巫女が首を吊っており、血は産気づいた彼女の腹部から流れ出たものであり、驚く皆の前で女児が生まれ、巫女は絶命…。参列者の1人が、亡くなった巫女は以前、栄一が結婚の意思もなく遊びで誘い出していた女だと気づく。彼女は文江との縁談を理由に妊娠した自分を捨てた栄一に当てつける様に式場に侵入し、自殺を図ったのだった。その日の内に仲人が巫女の親に対して「生まれた子は栄一に育てさせる」と謝罪した事から赤子は根津家へ。納得出来ない文江により、赤子は業を背負った子として「業子」と名付けられる。自分を憎悪し、他人だとして使用人扱いをする継母と異母妹・恵からの嫌がらせ。そして彼女達に反論出来ない父。「父に捨てられて自殺した女から生まれた子」等、周囲からの陰口など肩身の狭い思いをして育った業子は、幸せになりたいという思いを強めてゆく。
高校3年生の冒頭、業子を見下し、嫌がらせと自分本位な言動をした恵に対して下剤を盛って市民ホール落成式における英語スピーチの大役を奪い、地元紙に掲載される程の成功を収めるも、家族からは認められず「業子が褒められるとはらわたが煮えくり返る」等、更に冷遇される。そして初恋の相手・寺尾貴志が両親を始めとする周囲の策略で恵と結婚させられると知って「不良の同級生らにレイプされた」と彼を騙し、関係を持ち高校を中退。恵と結婚する様にと貴志を呼び出した家族の前で絶縁宣言の末に駆け落ちをしようとするが、駅に向かう途中で負った軽傷が元で、悪巧みが発覚して貴志から憎悪され、単独で上京。
企業OL時代
最初は工場の製造ラインで働き、女性の同僚たちからも人望があったが、採用から1年後に総務へ転属（東京編はここからスタート）。セクハラをする深沢、嫌がらせをする野口と糸川を撃退した直後、自らの希望で本社の受付嬢となる。そこで知り合った槇原から強引にアタックされ交際開始。しかし上層部の思惑で秘書課に回された後、取引先の外国人を相手とする枕営業に利用される。そして代理でやって来た貴志と再会、愛憎をぶつけられる。その直後に槇原のアドバイスで退職し、彼との結婚を考えるも貴志の嫉妬と陰謀で破局。この時に悪女として生きる決意を固め、槇原の結婚式に黒く塗りつぶしたブーケを贈るという嫌がらせをする。
華道家元時代
華道の家元、篠崎の車の前に故意に飛び出し、接近した業子は彼が運営する企業の事務員に転職。その直後に実家の近くに住む華道家の息子、古賀英雄と婚約した恵は、探偵を使って身辺調査を行い、探し出した業子に対して「穢れた女から生まれた疫病神」「縁談の妨げ」と罵って根津家からの除籍を迫る。生まれた時の偶然で差別をされると憤りを感じた業子は「誰もが羨む人生を送りたい」として篠崎を利用し、根津家から除籍の末、過去に海外で発生した飛行機事故で生き残った資産家の娘だと偽り、華道会の跡取り息子である曙輝之との結婚にこぎ着け、素性を隠して帰省した際に溜飲を下げると同時に恵の縁談を壊す様に仕向ける。家元夫人が業子と気づいた恵は古賀に別れを告げ、一度は父の紹介で就職するも友人の誘いで上京。業子に利用されたと知った篠崎と結託。再会した貴志をも組み込んで曙流への攻撃に出た。次第に輝之に愛情を抱く様になっていった業子は様々な妨害に立ち向かったり、事故で負傷した輝之を誠心誠意で介護するなど家元夫人としての努力を惜しまなかった。しかし家元の持つ裏の世界に対して次第に疑問を持つ様になり、篠崎の陰謀で妙が輝之の子を妊娠した事と、妙の心中に胸を痛めた業子は強がる様に離婚を切り出した。空港に向かう途中で屋敷で火災が発生。タクシー内のラジオニュースで知って一旦、屋敷に戻った業子は居合わせた恵から火災を知って駆けつけた貴志が業子が中にいると勘違いして救助の為に飛び込んで行ったと聞かされるが、その場を立ち去り渡仏。
二部一章　フランス時代
フランスに移住し、アパートを借りた直後、偶然に知り合った前の住人、アニタが元愛人だった資産家のガストンに殺されそうになったと知って憤慨。言葉巧みにガストンに接近し、アニタと整形外科医などの協力も得た上で、誘惑し企業乗っ取り、財産を搾取してゆく。そしてガストンに求婚されるが、彼の親族などの態度等に拒否感があり、パリで知り合った邦人男性・火野孟と共謀。ペテンが発覚して式場で殺害されかかっていたところを孟と仲間達の協力で脱出。そしてマーテル家から盗み出した財産の一部をガストンが慈善団体に寄付した様に見せかけ、彼らがマスコミに賞賛されるのを見届けた上で孟に日本への帰国の意思を伝える。
二部二章　料亭時代
難破船救助の人件費で悩んでいたフランス人にマーテル家から奪った金銭を寄付した直後、孟から帰国するならヤクザの駒谷ファイナンスに因縁をつけられ、窮地に立たされている実家を救って欲しいとして航空券とエメラルドを手渡された業子(この場面は、帰国後の業子の回想シーンとして描かれている)しかし火野家を訪れると、駒谷の手先によって孟の妹・百合子がレイプされていた。心配した業子は彼女を介抱するが、レイプ写真とビデオが元で婚約破棄に追い込まれ、同時に父の東吉が自殺。店を駒谷に奪われ、百合子が心を病んで入院という惨状を目の当たりにしてしまう。エメラルドを奪われた責任と駒谷への怒りを抱いた業子は、黒幕の一人である夏世が働く料亭へ。危機を救って貰った国会議員の筒井と不倫関係になってしまったり、筒井の周辺に現れる権力者などとのトラブルに巻き込まれもしたが、駒谷ファイナンスへの仕返しに成功。火野家の敵を取り、店を百合子に戻し、考古学研究所へと転職。
最終章
筒井の妻が恵である事を知って、別れを決意する業子だが、長年に渡って抱き続けたコンプレックスと憎悪を爆発させた恵は、利害関係の一致する夏世と手を組み、業子を細菌感染させようと企む。しかし夏世が感染。そして研究所から細菌を盗み出したことを始め、筒井に悪事が露見。離婚を切り出された恵は業子を殺害しようとしたが手違いで夏世を殺害。恵の罪を被ろうとした業子だが、目撃していた貴志に救われ、勤務先の紹介で海外へ赴き発掘調査に参加する。

## 登場人物

### 主人公
根津 業子（ねづ なりこ）
本作の主人公。4月生まれ。実母は未婚で業子を妊娠したが、父親である栄一に妊娠を告げる事も出来ないまま、文江との縁談を理由に捨てられており、臨月の身重の状態で栄一の結婚式当日、式場の天井裏に侵入。袴の紐で首つり自殺を図り絶命と同時に業子を出産している。母の墓は、人目につかない場所の木の下にひっそりと建っており、忘れ去られた感がある。戒名は「巫妙信女」。
田舎町に住む父と継母に引き取られるが、地元では噂が広がっており、好意的に接する者もいるが、学校では嫌われたりいじめられたりはないものの、後ろ指を指され孤立。家庭内では文江から疎まれ憎悪。実子である恵と差別されて育った。自分を認めようとせず、冷遇する家族と絶縁、高校を中退し家出。東京の北斗電機江戸川工場に就職する。製造部門を経て総務へ転属、嫌がらせをする野口の不正を暴き、自身の希望と部長の推薦で本社へ転属。受付嬢となる。そこで知り合った槇原と結婚を考えていたが、仕事で接触した貴志の嫉妬と陰謀、そして槇原の心変わりで破局。この事から「悪女として生きる」事を決意し､結婚式当日の槇原に悪意を込めた仕返しをする。
持ち前の美貌と優れた頭脳を駆使。自らの欲望の為に篠崎に接近。そして手を組み「海外で事故死した考古学者(曙家の遠縁)の娘で、事故後は施設で育った」と出自を偽り、根津家から分籍。妊娠を偽って華道の家元である曙輝之と結婚。彼に愛情を抱く様になるが篠崎の反撃、華栄の嫉妬心、家元の世界の持つ汚さなどに遭遇する内に心境に変化が現れ、妊娠した妙への同情心などから輝之に離婚を切り出す。結婚時は曙姓を名乗っていたが、離婚後は旧姓の根津に戻した。
その後、パリへ移住。偶然、知り合った悪辣な資産家の財産を狙った事がきっかけで、相手から求婚されるも、知り合った邦人の板前、火野孟と共謀し資産の一部を掠め取り、窮地に立たされている実家を救って欲しいと依頼され帰国。しかし、目の前で火野家は崩壊。黒幕である駒谷への怒り、孟から預かったエメラルドを駒谷の手先に強奪された事に対しての自責の念などから報復を決意。駒谷が出入りする料亭「満玉」の仲居として働く様になる。そして顧客からの集金、新たな客の開拓などやり手として女将に認められ、他の仲居、板前達からも信頼を寄せられていた。その後、駒谷ファイナンスを崩壊させた上で取り戻した「雨蝶」をリニューアルオープンし、暫定的に女将として働く。そして退院した百合子を復帰させると店を去り考古学研究所で働き始める。
一度言い出したら言動を変えない等やや頑固な面があり、自分を侮辱した者、悪者には容赦ない制裁を加えるが、本来の性格は芯が強く前向きで、弱い者には心優しい面を持ち、周囲からの人望も得られている。そして事件を起こし出頭しようとした恵に対して「両親と筒井を悲しませるな」等、自分なりの気持ちを伝え、事件を闇に葬ろうとするなどの言動が見られる他、関係を持った篠崎から金を渡されそうになった時に「心が腐る」と突き返したり、奪った裏金などを弱者に寄付したり「満玉」を去る時に仲居達に帯留めをプレゼントする等、金銭に固執しない気前の良さもある。特技は変装で外国人、そして夏世にもなりすましている。
男性遍歴は多いが結婚したのは輝之のみ。基本的には過去の男性に拘らないが、貴志については時折、気に掛けており、奮い立たせる為に悪態をついた事もある。妊娠を仄めかす場面も多いが、すべて偽装、兆しであり、実際に妊娠した事はない。
PART2
露木業子と名乗り、登場時の職業は看護師。最初は資産家の家の専属だったが、事故で生き残った娘・生子の後見人となり、一族の陰謀から彼女を守る為、総合病院に転職。そこで知り合った勤務医と交際するが裏切りに遭い、報復後にデパートへ転職する。新世紀では「根津」を名乗っているが、生い立ち等は一切描かれていない。

### 根津家と関係者
根津 栄一（ねづ えいいち）
業子と恵の父で田舎の名家の当主。巫女をしていた業子の実母と結婚する気もなく関係を持ち、妊娠を知らずに文江との縁談を機に別れを告げるが、彼女の自殺騒動の後、生まれた業子を仲人によって引き取らされる。業子の実母に対して「（自殺するなら）川にでも身を沈めてくれれば子供も生まれなかった」と思ったり、文江の業子に対しての邪険な仕打ちを注意するのは「県会議員としての体裁」が故であったり、スピーチで成功した業子に感心する姿を文江に罵られても反論せずに引き下がる、業子が高校を中退し家を出ようとするのを止めないなど業子に対しての愛情は薄く、後に恵が彼女の居場所を突き止めたと知った時も無関心で、その直後に家元の婚約者として郷里を訪れた業子を目の当たりにした時も「似てる」と驚きはしたが、それ以上の追求・確認をしない、恵に対して文江と共に「疫病神の業子」と発言するなど、父親らしい態度は見せていない。
「いずれ恵と結婚させて婿養子に」という考えから、貴志の父と当時の担任からの依頼で大学の学費なども出していたが、婚約を断った貴志に激怒し支援を打ち切った。
結婚式当日以外の場面では眼鏡を掛けている。趣味は盆栽と植物の手入れで、猫を飼っていた事もある。厳格な印象ではあるが時折、ユーモラスな表情と言動を見せる場面もある。家出をしようとする恵に面食らう場面が最後の登場となるが、最終回付近での業子による回想シーンでは、更に年老いた姿となっているのと、業子と恵のやりとりなどから、その段階で在命している可能性が高い。
根津 文江（ねづ ふみえ）
業子の継母で名付け親でもある。自身の結婚式の場で業子の実母が自殺を図り、式を台無しにされる。この事が元で栄一に不信感を抱くが入籍。そして1年内に娘の恵を出産。業子のことを強く憎み、恵と差を付けて育て「疫病神」「余計者」と暴言を浴びせる等、陰湿な嫌がらせをしており、貴志の件で立腹した時には襲撃して殺害をしようとするが栄一に止められる。同時に溺愛する恵以外の人間には、無関心で邪険な態度で接する。
家元と一緒に、目の前に立っている業子を本人と気づかず、「業子ではないか？」という恵の訴えに対して否定したが、筒井の不倫相手として掲載された週刊誌の目張り入り写真に関しては業子と気づく。この時に離婚覚悟で出戻って来た恵を諭すが、過去に業子を引き取らされた事を持ち出されて反撃を受ける(この場面が最後の登場となる)結婚時は細身だったが、その後はふくよかな体型になっている。OL編、フランス編には登場しない。
根津 恵（ねづ めぐみ）/ 筒井 恵（つつい めぐみ）
業子の異母妹（状況等から業子が生まれた翌年の3月頃生まれと推定）。業子とは同い年で高校まで同級生だったが、「姉さん」と呼ぶ。容姿は母似で髪型は幼少期から強めのくせ毛。
やや勝ち気で明朗快活な性格ではあるが、 両親に溺愛されて育てられた事もあり、自分の気持ちしか考えず他人を中傷したり、都合の悪い事を周囲に責任転嫁する等、我がままな面がある。母から業子の悪口を吹き込まれている為に業子を嫌悪し、最後まで良い感情を持つ事はなかった。高校3年時で業子と同じクラスになっていて、表向きは「同年度内に生まれた年子」とされているが、真実を知っていて噂話をしたり比較をする友人らに対して立腹し業子を罵っている。業子に対して見下す様な態度で接していたが、嫌がらせをする度に反撃を受け、次第に恐れを抱く様にもなり、再会し交際を開始した貴志に対して何かと業子を引き合いに出し、自己評価を求めたり、終盤付近で幼少期から抱き続けたコンプレックスを吐露し「どうあがいても勝てなかった」と一目置いている様子も見られる。
貴志に憧れ、両親の後押しで婚約しようとするが断られ、嫉妬から業子を刃物で襲撃した際に転んで額に消えない傷を作ってしまい、業子のせいだとして事あるごとにつっかかっている。
高校卒業から3年目の年に古賀英雄と婚約するが、同時期に探偵を使って業子を探し出し、出生などを理由に侮辱し怒らせた為、彼女の策略で破談になる。華道の免状を古賀家に突き返し英雄と別れた直後、父の紹介で近所の議員事務所で働いていたが、友人の翠から古賀家への仕返しに篠崎の立ち上げた新曙流への入門を薦められ、家出同然に上京し再会した貴志の紹介で入門。
貴志と同棲し、曙流への妨害を企てた事もあるが彼が業子を憎悪する様でいて、実は愛し続けていると気づき指摘。そして火災発生時、貴志が業子を救出しようと炎の中に飛び込んで行った為に破局。
業子が渡仏中に筒井と結婚。この時に父の過ち・異母姉の存在などを打ち明け、外に女を作るのは許さないと宣言。マスコミ対策など裏方の仕事を始め、百合子が収容されていた施設へ月1回、花と手作りクッキーを届けたり、細菌研究所への寄付等ボランティア活動なども行なっている。のちに夫の不倫相手が帰国した業子と知って激怒し夏世と結託。業子の勤務先の研究所から細菌を盗み出して業子への感染を画策。しかし細菌を持ち出された事に気づいた研究所職員の桜田の発言と筒井が発見した空の容器。行きつけの宝石店の店員である村瀬の証言、業子に食事を届けに来た百合子による目撃情報に加え、ケロイド状の病変が顔に表れた夏世の姿から悪事が発覚。それでも尚、開き直って業子を口汚く罵る姿に嫌気がさした筒井に離婚を切り出され、憎しみのあまり業子を殺そうとする。しかし人違いで夏世を殺害してしまい、警察に出頭しようとしたところを業子に言いくるめられて筒井の元へ戻ってゆく。妊娠・出産の経験はない様子。
OL編とフランス編には登場しない。
寺尾 貴志（てらお たかし）
業子の初恋の男で初登場時は大学3年生。帰省時に業子に同情するが、言い寄って来た恵に心惹かれる。それを知った業子に誘惑され肉体関係を持った末、一瞬の気の迷いから恵からの婚約の申し出を断り、業子と駆け落ちを決意。しかし駅へ向かう途中で業子の策略を知って激怒。別れを告げる。
根津家の近所で農業を営む実家は貧しいが、恵の英文スピーチを代筆するなど頭が良く、県内でもトップクラスに入る程の公立高校に通っており(業子と恵とは別の高校)当時の担任などが栄一に、大学進学の為の資金援助を依頼。本人の知らぬ間に援助、縁談が進行していた。しかし恵との縁談と入婿を断ったとして根津家からの学費支援が打ち切られ、同時に実家からも絶縁された為に、自力で学費を捻出し大学を卒業。この事でも業子に責任転嫁をしている。
卒業後は外資系商社の技師として就職。業子への屈折した感情から本来の心優しさ、純朴さは消失。拗けた非情な性格になっており、特に水商売の女性らに悪辣な態度を取る様になる。同僚の代わりに出向いた旅館で偶然、業子に再会。そこで愛憎の念をぶつけて強引に抱いた事、幼馴染みであった事などを嫉妬心から槇原に告げ、彼の心が麗子に向く様に仕向けて、破局に追い込む。そして槇原の結婚式当日に業子の部屋に侵入して彼女の母、そして生い立ちを侮辱したことが、業子が悪女として生きる発端となる。
後に業子を強請ろうとした同僚に激怒。殺人を起こし、証拠隠滅をした事から悩む様になり企業を退職。業子を憎む篠崎と新曙会を立ち上げ、事務局長に就任する。同時期に上京した恵と交際し、曙流を妨害するが失敗。恵に業子への想いを指摘された直後、曙の屋敷で火災が発生したと知って駆け付け、業子が逃げ遅れていると誤解して救助の為に中に飛び込んでゆく。その後は描かれていなかったが、実は雲水となっており、終盤では業子を密かに付け回していた様子で、恵の罪を被ろうとした業子を目撃すると夏世の遺体を車ごと盗み出した上で、呼び出した業子の目の前で田沢湖に沈め、悪女とて生きる道を伝えて立ち去る。この他、フランス編以外には業子の回想も含め、必ず登場している。
粘着気質な面が見られ、業子を憎悪する様な言葉を多々投げかけるが、彼女の為に事件を起こしてしまうなど、いざとなると命がけで救おうとする上に、それを誇りに思うなど本心では深い愛情を抱いている様子がうかがえる。
吉川(よしかわ)
業子と恵の高校3年時の担任だった男性教師。遠方から通勤しており、業子と恵が異母姉妹という事を知らずにいた。落成式当日、校内で恵が腹痛を起こしたとして生徒達に呼ばれている。のちにスピーチに同席したが、業子が代役になった事で文江が激怒した理由を理解できなかった。吉川自身かどうかは不明だが、のちに篠崎から業子についての問い合わせ電話に対して、彼女の生い立ちと中退理由を告げた教員がいる。

### 北斗電器江戸川工場時代
深沢（ふかざわ）
江戸川工場の総務部長。業子をライン工から総務へと引き抜く。そして野口の焚き付けで業子に興味を抱き、商品紹介のイベント後、嘘をついてホテルに呼び出し強引に性交渉に持ち込もうとするが、業子のとっさの機転で回避。笑い者になって帰ってゆく。
糸川 明彦（いとがわ あきひこ）
北斗電器系列とは別の工場の社員。野口に工場の金を横領させている。業子に片想いをして接近を試みるが、後に業子によって皆の前で不正と野口との関係を暴かれる。顔立ちが貴志に似ており、初対面で業子が見間違えている。
野口 小夜子(のぐち さよこ)
江戸川工場で総務を担当する女子社員。嫉妬心が強く、自分より評価されている女子社員に嫌がらせをして退職に追い込んでいた為、周囲から嫌われていた。上司に評価される業子に腹を立て、パーティドレスを破いたり、横領の濡れ衣を着せるが、逆襲を受け糸川と心中未遂に見せかけた上で不正を行なった証拠を暴露される。

### 北斗電器本社OL時代
槇原 圭介（まきはら けいすけ）
北斗電器の本社社員で実業団のラグビーチームに入っていた。練習の後、実家の祖母から頼まれた届け物に来た受付担当の業子にキスをして平手打ちを食らうも、次第に惹かれ合う。
専務の娘、麗子との縁談を強引に勧められて困惑。後に貴志の態度と上司の手口に激怒し、業子を守る為に退職させる。業子への愛情は深かったが貴志の差し金でヤクザに誘拐され、レイプされた麗子の自分への想いと責任感から結婚。自らも退職し海外へ渡る。性格は実直な方で、結婚式での業子の憎悪を一身に受け止めている。ニュージーランドへの転勤を希望した事もある。
島田（しまだ）
北斗電器の重役で資産家。専務。麗子の希望で槇原に縁談を勧めてゆく。しかし貴志との接触で業務上の責任を負わされて退職。結婚した娘たちと一緒に海外へ移住する。
島田 麗子（しまだ れいこ）
島田の娘。槇原に片想いをし､父に頼んで縁談を持ち込むが断られて逆上。溺愛されて育った為に脆く我がままな面がある。貴志の暗躍で父が退任。同時にヤクザにレイプされてしまうが槇原と結婚。
結婚式当日に業子から呪いを掛けられた花を贈られている。可愛らしい容姿。

### 華道家元夫人時代
曙 輝之（あけぼの てるゆき）
全国に500万人の門弟を有する華道曙流宗家の家元。名取名は「華虹（かこう）」。プリンスとして女性に人気が高かった。女癖が悪く芸能人に手出しをする事もあったが（人気アイドルのマンションの一室で、ベッドを共にしている場面がある）、曙流の広報部員として採用された業子の誘惑に乗り結婚を決意。しかし業子に対して激怒した篠崎の陰謀による交通事故で負傷し、長らく意識が戻らなかった時期がある。誤解から時折、口論となったりもしたが、良い妻になろうとする業子を心から愛していた。
その後、跡継ぎを望む周囲の企みと、自らの失敗で業子に去られ、自分の子を妊娠した妙と望まぬ再婚をする。妙がやって来た直後に華道で使用する花を採集に出かけ、その間に華栄に放火されて屋敷が全焼した（恵などからは「火災の後、離婚した」と誤解されている）。離婚直前に業子が伝えた「地位と財産目当てだった」が、実は妊娠した妙を庇う為に彼女のついた嘘であると見抜いており、業子に愛情を抱き続ける事と屋敷の再建、曙流の飛躍を決意。趣味はレーシング。
曙 増子（あけぼの ますこ）
家元夫人で輝之の母。45代目の当主でもある。曙流を守ってゆく事を優先しており、息子の気持ちをあまり考えてない部分がある。業子を毛嫌いした事もあるが、息子の熱意と彼女の偽装妊娠などで結婚を認める。
家から10億円を持ち出したとして業子を追い出そうし、輝之の熱意と業子が曙流への寄付という形で返して来た事もあり一旦は復縁を認めるが、篠崎らの策略で懐妊の兆しのみられない業子に離婚を強要。輝之の子を身ごもった妙を後妻に迎え入れるが、彼女の容姿に対して暴言を吐いている。火災発生時、妙とともに消防隊員に救出されている。
松乃（まつの）
増子が嫁ぐ前から曙家に仕えている高齢の女性。誰に対しても平等に接する。
信吉
曙家の守衛的な立場の男性。やや荒っぽい言動が見られ、押しかけて来た恵を暴力的に追い返した事がある。髪型はスキンヘッドで常に動きやすい黒い服を着ている。
篠崎 弦一郎（しのざき げんいちろう）
華道曙流の理事長で学院の経営にも携わる。自分に接近して来た業子を華道曙流の広報部に採用し、愛人関係になる。高校中退や大企業を退職などの経歴を不審に思うが、業子の素行調査もおこなった上で経歴詐称に協力。
業子の正体を訴えて来た恵に辛辣な態度を取った事があり、彼女から「感じが悪い」と評される。後に業子が自分を踏み台にしたと知って激怒し、輝之の車に細工をさせ、事故を起こさせた後、曙家を追放されたばかりの華栄に「輝之の子を妊娠した」と偽証させた上で、自分の子を孕ませようとするなど乗っ取りを企てたり、接近して来た貴志と共に曙流を脱退して貴志と共に新曙流を設立するが業子と輝之の反撃に遭い失敗。一ノ森と手を組み、業子が妙に同情する様に仕向けて離婚の方向に向かわせ、一ノ森に強請りを掛ける。
広岡（ひろおか）
曙流の門下生だが、実態は篠崎の手先のヤクザで悪辣な行為も多い。貴志と行動を共にしていたが、業子が殺人事件を起こしたと思い込み、強請を思わせる発言をして貴志を怒らせて殺害され、遺体を埋められる。
曙 華栄（あけぼの かえい）
華道曙流宗家の内弟子。途中で鈴木栄子と呼ばれる場面があるものの本名かどうかは不明(華栄は名取名)　輝之より6歳年上で、16歳の頃から輝之のお目付役を任され、22歳で彼と肉体関係を持つ様になる。しかし彼が業子と結婚したのに対して嫉妬し、騙して避妊ピルを飲ませていた事が発覚し増子と輝之を怒らせ、破門され、飲み屋の女将となる。その直後に篠崎と結託。彼の子を輝之の子と偽るが、増子が業子に妊婦役をする様に命じて、自分は日陰者扱いをしたといらだつ。偽遺書を書いて業子を自殺に見せかけて殺害しようとしたり、自身が流産した時に業子に濡れ衣を着せようとするが失敗。殺人事件まで起こしてしまう。
現実を認める事が出来ず、周囲から何を言われても「 輝之が業子と離婚さえすれば後妻になれる」と思い込んでいた節があるが、実際に離婚しても受け入れられる事はなかった事へのショックと、後妻となった妙の容姿への軽蔑心などから精神を病み、屋敷に放火。輝之の名を呼びながら燃え盛る炎の中に入ってゆき、落下したシャンデリアの下敷きになり身動きが取れなくなる。業子との人違いで救出に飛び込んで来た貴志に抱きつかれるが生死については不明。他にも業子と見間違えられた為に発生した事件が多くある。
高柳 峰子（たかやなぎ みねこ）
資産家の娘で輝之と見合いをする予定だったが、見合い前日にエステに出かけた美容院のパッククリームに業子が毒を混入させた為に顔に炎症が発生。見合いに行く事が出来なくなり話が立ち消えになる。
古賀 英雄（こが ひでお）
一流大卒のエリートで将来を有望視されている。大学卒業後に実家に戻り、結婚を前提に恵と交際していたが、良い縁談に目が眩んだ母に逆らえずマザコンの面を表出させてしまい恵に振られ、後に曙家の紹介で彰子という華道家の娘と結婚。眼鏡を掛けている。
古賀の母
根津家の近くで曙流華道教室を主宰。夫と死別してから息子を女手ひとつで育ててきた。恵を嫁に迎え入れるつもりだったが、曙家の人間が個展に訪れた事に浮き足立ち、同時に家元夫人として訪れた業子が紹介した縁談に飛びついて、恵を踏みつけにする。その後、篠崎が新流派を立ち上げたのを知って寝返りを思いつくも嫁の手前もあり断念。免状代を巻き上げているとして弟子だった翠からも反感を抱かれていた様子がある。
一ノ森（いちのもり）
旧華族の末裔で曙家と繋がりを持つ。業子を追放したい篠崎の手先となり、輝之を罠に掛けて自分の娘の妙が彼の子を妊娠する様に仕向け、家元に脅しを掛ける。娘を嫁がせる事は成功したが、業子から仕返しを受けた上に篠崎からも強請られる理由を作ってしまう。
舌を切らせて従わせた下僕がいた（業子に救出され、宝石を持たされて逃がされている）。
一ノ森 妙（いちのもり たえ）
父達の策略で輝之と関係を持ち妊娠。父共々に業子から仕返しを受け、髪を切らされ尼僧になる様に告げられるも、望まれない子を産むのは嫌と業子に訴え、彼女の心を動かす。
輝之の後妻となったが、容姿を理由に姑から拒否反応を示されたり、業子を忘れられない輝之からも、顔に能面を被せられるなどの屈辱を受ける。しかしそれでも彼の妻でいたいと願い続けた。火災発生時、姑に救出されている。

### フランス時代
ガストン・マーテル
業子がパリで出会った貴族の末裔。由緒ある古城を始めとする不動産、多額の預貯金に加えて、香水関係の企業を経営していたが、強欲で冷酷な面を持っており、邪魔になった愛人のアニタ殺害を企てる。
アニタの代わりにやって来た業子の策略で彼女に夢中になるが、アニタに行なった仕打ちを知る業子から詐欺のターゲットにされる。アニタ殺害の呵責に悩む様に仕向けられノイローゼに追い込まれた末に発砲。顔に火傷を負った業子の演技に騙されて企業の他、古城なども売却し治療費を捻出。しかし企業・不動産などの所有権はすべて業子に移っており、金銭もペケットの手により業子の懐へ入っていた。
結婚式場でピエールから正体を知らされ、カテリーヌらに殺されそうになる業子を尚、庇い続けたが力は及ばず、間一髪のところで乗り込んで来た孟に連れられてゆく業子に愛情を呟く。その後、業子と孟の所行により「慈善団体に古城を寄付した」とマスコミから取材を受けて困惑している。
アニタ
ガストンの元愛人。ヌードモデルをしていたが人気がなく、詐欺行為なども日常的に行なっていた。ガストンと別れてアパートを引き払った直後、彼に殺されそうになった事を次の住人である業子から知らされ、彼女と手を組んで殺された振りや亡霊役などをしていた。
後に業子から香水会社の権利を譲り受け、社長となる。しかし不審に思ったピエールの偵察に乗って真実を話してしまう。やや軽率な面がある。
ペケット
整形外科医。業子と結託して彼女が火傷をしているとして手術をでっちあげ、ガストンから金を巻き上げていた。
資産家の持つ傲慢さを嫌っている。過去には国立病院の勤務医だったが、頑固一徹な性格が災いして追放を受けており、研究で見返そうとしている。その為、業子から貰った分け前を研究費に充てると言う。
ピエール
ガストンのいとこで分家の息子。業子に心惹かれ関係を持つが、利用された挙げ句に振られて嫉妬心にかられる。後にガストンの企業を乗っ取ったアニタを不審に思い偵察。そこで業子の正体を知って激怒。結婚式場に乗り込み、アニタが在命していることと業子が持ち出したトランクの中の金などを暴露。彼女の正体を告げ、親族達に殺害を命じる。
カテリーヌ
ガストンのおば。マーテル家の長として権威を持つ。ガストンが業子に相当金銭をつぎ込んでいるのを見抜いていた。結婚式場でマーテル家の掟を話して業子を殺害しようとするが、乗り込んで来た孟から投石される。
業子に現金を奪われたことで警察に訴えるつもりだったが、古城の寄付でスター扱いを受け、複雑な心境になっている。

### 料亭時代
火野 孟（ひの はじめ）
業子がフランスで知り合った渡りの板前で、飄々とした印象と後ろ暗い雰囲気を持つ。髪型は角刈り。左の頬には駒谷に付けられた傷がある。
パリの日本料理店で働いていた頃、ガストンに求婚された業子に「結婚の誓いを交わす前に連れ出して欲しい」と依頼を受け、数人の仲間と手を組み、居酒屋で眠らせた警察官から制服、パトカーなどを借用して日本から来た刑事に扮して教会へ乗り込んで、マーテル家の親族達を牽制し「曙家への窃盗罪」で業子を逮捕する振りをして連れ出した。
実は業子と出会う3年前、家業を継ぐ修行として「鉢一」という日本料理店で働いていた時に接近して来た夏世による美人局の被害に遭い、「雨蝶」へ押しかけて来た駒谷達に落とし前として指を詰められた上、借金を背負わされ店の権利書を奪われる。そして駒谷達の追求を逃れる為に出国し、流れ者の料理人として流離う様になった。
マーテル家から持ち出した金の自らの取り分で、日本行きの航空券とエメラルドを購入し、借金の返済用として妹の百合子に渡して欲しいと業子に託して帰国させている。業子が帰国してからの彼の場面はフランス、日本ともにすべて回想シーンとして描かれている。
駒谷とのトラブルが元で父からは嫌悪されたが百合子に対しては「苦労を掛けている」と心配する場面もみられる。作中では帰国した様子は見られない。
火野 東吉（ひの とうきち）
孟と百合子の父。自宅で小料理屋「雨蝶」を経営していたが、孟が美人局の被害に遭い、同時に駒谷に権利書を奪われた上に、自身に生命保険金を掛けられ強請られてしまう。この為に孟とは絶縁。訪ねて来た業子にも「あいつの話なんて聞きたくない」などと罵声を浴びせている。
百合子の縁談に店の再起を賭けていたが、光伸の父から婚約破棄の理由が百合子のレイプによるものだと聞かされた直後、絶望して河原で割腹自殺した。
火野 百合子（ひの ゆりこ）
孟の妹。駒谷達に脅された孟を心配してうっかり店の権利書を出して来てしまう。孟の出国後は父と二人暮らしで店で接客をしていたが、父が出かけている間に店を狙う駒谷と夏世の仕向けたヤクザにレイプされている姿をビデオに撮影され、婚約者だった光伸に見せつけられた事から嫌悪され婚約破棄される。そして父の自殺・家を追われた事などでとうとう心を病み、療養施設に収容される。
記憶喪失・失語症になっていたが、次第に回復をしてゆき、編み物をしたり油絵を習いたいと言い出し（この時に業子にセットを用意して貰っている）、月1回の恵による訪問を楽しみにして彼女の似顔絵を描いたりするまでになる。その後夏世らに誘拐されるが、殿山に救出されて間もなく退院。
父の死を始めとする不幸な事件に関しては記憶が欠落しているが、業子によって買い戻されて開店していた「雨蝶」で女将に復帰。その翌日に店の前で恵と夏世を見かけたと業子に報告した事が、恵の悪事を暴く。唯一の肉親である孟との再会を望んでいる。
勢多 光伸（せた みつのぶ）
老舗の織物問屋「織勢」の跡取り息子。百合子と恋人同士で、「雨蝶」の借金を肩代わりする予定だったが、出入りしていた「満玉」で百合子がレイプされるビデオを見せられたり、写真を家に送り付けられた事にショックを受け、偶然に居合わせた業子に婚約破棄をしたいと告げ、やって来た東吉からも逃げてしまう。
成高屋（なりたかや）
美貌が売りの歌舞伎役者。業子に心惹かれ、強引に抱いてしまい嫌われる。
筒井 利章（つつい としあき）
国会議員で恵の夫。父親から地盤を引き継いでおり、信用が必要だとして恵と政略結婚。駒谷に襲われかけていた業子を救い、やがて恵の姉と知らずに愛人関係になる。自身と繋がりの深い宮脇の陰謀で週刊誌に不倫疑惑の記事を掲載され、一時は誤解から業子を憎んでいた事もあるが、後に困窮した宮脇から真実を知らされ、業子の元を訪れ謝罪。一度は拒まれるが、その直後に当て逃げ事故で軽症を負い、帰宅途中だったパート店員によって「雨蝶」へ運び込まれ、医師の往診の後に業子に介抱を受けた事から復縁。そして悪事に手を染めた恵に恐れを感じて離婚と議員辞職、業子との再婚を切り出すが、業子の真意が元の生活に戻ることと知って恵と関係を再構築する。
不倫はしたが、裏金を渡そうとした権力者に立腹して立ち去ったり、宮脇の不正を嫌い、癒着を蹴るなど心優しく潔癖な面を持つ。家に来ている使用人を「ノンちゃん」と呼ぶ。
宮脇 善三郎（みやわき ぜんざぶろう）
国会議員。自身の派閥で目を掛けていた筒井の愛人となった業子に横恋慕。媚薬を使って無理矢理関係を結んだり、マスコミに偽の情報を流して筒井との仲を壊した事がある。
その後、業子の罠に掛かり、彼女と関係を持っている間に駒谷殺害現場に覚醒剤の入ったピルケースを落とされて殺人容疑を掛けられ、筒井に真実を話して救済を求めるが一蹴される（腹に一物ある人物と筒井に評される）。恵を利用して名誉を回復する計画を立てるが、業子から真実と本心を聞かされて若干改心した様子が見られ、「業子にはきついお灸をすえられた」「殿山を救いたい」と言い、恵に「業子は悪い人間ではない」と告げている。逮捕された様子はない。
殿山（とのやま）
宮脇の秘書。宮脇が覚醒剤を時折使用している事、それを駒谷が暴こうとしている事を懸念している。百合子との間柄を姉妹と偽った業子と関係を持ち、駒谷を殺害。業子の幇助でアメリカへ向かう。「政治家ひとり守れなければ、他でも通用しない」と業子に話して聞かせる程、宮脇への忠誠心が強い。
駒谷 文造（こまや ぶんぞう）
表向きは「駒谷ファイナンス」という不動産、建設、金融などを扱う企業を運営しているが、実態は脱税や高利貸しなどを行うヤクザで冷酷な性格。夏世と謀って火野家をどん底に陥れたとして業子に憎悪されていた。
そして税務署職員になりすました業子から不正を暴き立てられた末、宮脇の依頼で「雨蝶」を売却。その後、エメラルドを質屋に売ったと誤解した事と損害を出したとして夏世から金目の物を奪った上で知り合いのラブホテル経営者に売り飛ばしたが、窮地に陥り宮脇に連絡。しかし彼が覚醒剤関連で逮捕される様に仕向けた事に立腹した殿山に河原で殺害される。
野田 夏世（のだ なつよ）
高級料亭「満玉」の仲居で駒谷の愛人。強欲な性格で様々な悪事に手を染め業子と対立。他の仲居達や女将からも良く思われてなかった様子が見られる。「雨蝶」を狙い孟に対しては美人局、百合子には男達を仕向けてのレイプ、そして撮影したビデオを公表しての婚約破棄などで追い込みを掛け、東吉の自殺を心から喜んでいた。
駒谷からエメラルドを渡され、帯留めにしていたが、実は業子が孟から預かったものであった為、老婆・インド人に変装した業子によって奪い返される。他にも借金の取り立て、新客の開拓など自分に出来なかった事を業子がやってのけた事などもあり、彼女に敵対心を抱く。その後、駒谷と仲間割れをしてラブホテルで働かされていたが、業子への報復手段を用意して駒谷と再び結託し「満玉」へ戻り、百合子を誘拐したりもした。そして筒井が業子と復縁したと知ると恵の嫉妬心を利用し、恵から業子に渡して欲しいと頼まれたピアスを偽物とすり替えて自分の懐へ入れる。しかしそれを身につけた事で顔にケロイドが発生。治療の為に業子が研究所に連れて行こうとしたところを人違いで恵に殺害され、目撃していた貴志によって車ごと沈められる。
浜野登志(はまの　とし)
夏世と業子が働いていた料亭「満玉」の女将。懐の深い性格で他の仲居達同様に業子に良い感情を抱いており、彼女が「雨蝶」の女将になると聞いて心から祝福し、仲居達をオープン前のヘルプに派遣させたりもした。一方で夏世を始めとする駒谷ファイナンス関係者に対しては辛辣な態度を取る。
村瀬（むらせ）
銀座の高級宝石店「Ｍ」の店員で外商なども行なっている。恵が店を利用したのを機に､筒井の元を訪れてダイヤのピアスの購入を勧める。
のちに来店した業子が所持していたピアスがジルコニアにすり替わっていた事に疑念を抱き、話題にした事が恵の悪事を暴くきっかけになる。

## 書誌情報
- 悪女聖書（1984年 - 1987年、全27巻）
- 悪女聖書PART2（1987年～1991年）
- 悪女聖書II（1993年～1995年）
- 新世紀悪女聖書（2000年～2002年）

## テレビドラマ
本作を原作とするテレビドラマが、1988年8月8日から同年8月18日までTBS系列の『ドラマ23』で放送された。全8回。

### ストーリー
父、根津栄一の愛人の娘として生まれた業子。だが出生直後に母が亡くなり、母方の祖母に育てられる。その祖母も亡くなった為、父の家に移り住むが継母である文江は業子を疎んで邪険に扱った。
ある時、文江の実の娘で業子とは異母姉妹の恵に恋人が出来るが、文江は家柄の違いを理由に交際を反対。男が恵より業子に心が傾いているのを知った文江は彼に就寝中の業子を襲撃させ、その場を恵に見せつけるという暴挙に出た。恵の交際は破綻、業子は家出をしてしまい、文江の策略は成功したかの様に思えたが…。
業子に危機が迫る時、効果音として鈴の音が使われている。

### 出演
- 根津業子：高樹沙耶
- 根津恵：比企理恵
- 寺尾貴志：船越英一郎
- 根津文江：稲野和子
- 根津栄一：藤木孝
- 島田専務：高野真二
- 高沢順子
- 槙原圭介：竹内力
- 糸川明彦：伊藤敏八
- オスマン：デニス・フォルト

（）

### スタッフ
- 脚本：酒井あきよし
- 監督：山内柏
- 制作：近藤照男プロダクション[6]

| TBS系列 ドラマ23 | TBS系列 ドラマ23 | TBS系列 ドラマ23   |
| 前番組           | 番組名           | 次番組             |
| ---------------- | ---------------- | ------------------ |
| 順送りの恋人     | 悪女聖書         | 鎌倉を旅する女たち |